# Grallaricula nana
Grallaricula nana е вид птица от семейство Grallariidae.

## Разпространение
Видът е разпространен във Венецуела, Гвиана, Еквадор, Колумбия и Перу.